# Кубок М'янми з футболу 2019
Кубок М'янми з футболу 2019 — 9-й розіграш кубкового футбольного турніру у М'янмі. Титул володаря кубка вдруге поспіль здобув Янгон Юнайтед.

## Календар
| Раунд        | Дата                      | Матчі | Клуби   |
| ------------ | ------------------------- | ----- | ------- |
| Перший раунд | 13-14 березня 2019        | 5     | 20 → 15 |
| Другий раунд | 1-15 травня 2019          | 7     | 15 → 8  |
| 1/4 фіналу   | 19-20 травня 2019         | 4     | 8 → 4   |
| 1/2 фіналу   | 25 травня/1-2 червня 2019 | 4     | 4 → 2   |
| Фінал        | 24 вересня 2019           | 1     | 2 → 1   |

## Другий раунд
| Команда 1              | Рахунок      | Команда 2          |
| ---------------------- | ------------ | ------------------ |
| 1 травня 2019          |              |                    |
| Аєяваді Юнайтед        | 1:2 дч       | Яданарбоун         |
| М'янма Юніверсіті (2)  | 1:5          | Хантавадді Юнайтед |
| 9 травня 2019          |              |                    |
| Магуе                  | 3:0          | ІСПЕ (2)           |
| Ракайн Юнайтед         | 2:2 пен. 4:3 | Звегабін Юнайтед   |
| Шан Юнайтед            | 2:0          | М'яваді (2)        |
| 15 травня 2019         |              |                    |
| Дагон                  | 0:1          | Сікайн Юнайтед     |
| Саутерн М'янма Юнайтед | 4:0          | Сілвер Старс (2)   |

## 1/4 фіналу
| Команда 1              | Рахунок      | Команда 2          |
| ---------------------- | ------------ | ------------------ |
| 19 травня 2019         |              |                    |
| Шан Юнайтед            | 2:1          | Хантавадді Юнайтед |
| Магуе                  | 1:4          | Ракайн Юнайтед     |
| 20 травня 2019         |              |                    |
| Яданарбоун             | 0:1          | Сікайн Юнайтед     |
| Саутерн М'янма Юнайтед | 0:0 пен. 4:5 | Янгон Юнайтед      |

## 1/2 фіналу
| Команда 1               | Заг. | Команда 2      | 1-й матч | 2-й матч |
| ----------------------- | ---- | -------------- | -------- | -------- |
| 25 травня/1 червня 2019 |      |                |          |          |
| Шан Юнайтед             | 4:1  | Ракайн Юнайтед | 4:0      | 0:1      |
| 25 травня/2 червня 2019 |      |                |          |          |
| Сікайн Юнайтед          | 2:4  | Янгон Юнайтед  | 1:1      | 1:3      |

## Фінал
| 24 вересня 2019 12:30 (EEST) |

| Шан Юнайтед                                                 | 3:4 дч   | Янгон Юнайтед                                                 |
| ----------------------------------------------------------- | -------- | ------------------------------------------------------------- |
| Зінь Мінь Тунь 8' Зве Тхет Паін 56' Еммануель Узочукву 111' | Протокол | Секу Сілла 51', 116' Сое Мінь Наін 90+1' Мінь К'яу Кхант 101' |

| «Тувунна», Янгон Глядачів: 11 345 Арбітр: У Сое Лінь Аун |